# Olexi Sereda
Olexi Víktorovych Sereda –en ucraniano, Олексій Вікторович Середа– (Mykolaiv, 25 de diciembre de 2005) es un deportista ucraniano que compite en saltos de plataforma.
Ganó dos medallas de plata en el Campeonato Mundial de Natación, en los años 2022 y 2023, y seis medallas en el Campeonato Europeo de Natación entre los años 2019 y 2022. En los Juegos Europeos de Cracovia 2023 consiguió dos medallas de oro, en plataforma 10 m sincro y equipo mixto.
Participó en los Juegos Olímpicos de Tokio 2020, ocupando el sexto lugar en las pruebas indiviual y sincronizada.

## Carrera

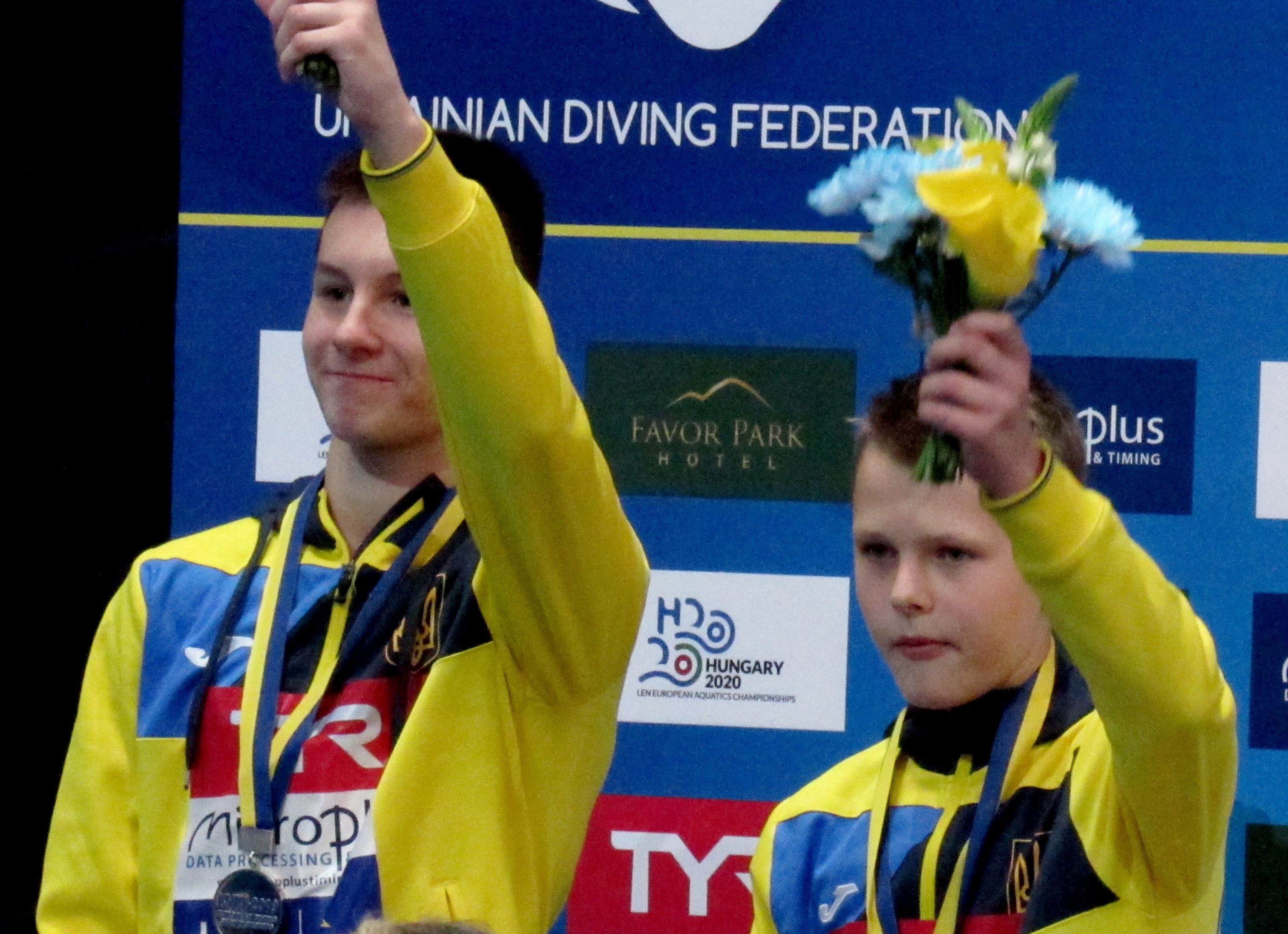
Oleksii Sereda y Oleh Serbin tras ganar medallas de plata en saltos sincronizados con plataforma de 10 metros en el Campeonato Europeo de Saltos.

Sereda hizo su debut en la selección nacional de Ucrania en 2019, a la edad de 13 años. En el Campeonato Mundial de Natación de ese año se ubicó en cuarto lugar tanto en clavados individuales como sincronizados en plataforma de 10 metros, por lo que clasificó para los Juegos Olímpicos de Tokio 2020.
En el Campeonato Europeo de Saltos de 2019, el atleta ganó primero una medalla de plata en el salto de altura sincronizado con Oleh Serbin, y luego se convirtió en el campeón de Europa en el salto individual con una puntuación de 488.85 puntos, superando el récord de Thomas Daley y transformándose en el deportista más joven en ganar el título europeo absoluto. En el Campeonato Europeo de Natación de 2021, Sereda ganó junto a Kseniya Baylo ganaron una medalla de oro en clavados dobles mixtos con 325.68 puntos.
En los Juegos Olímpicos, Sereda quedó en sexto lugar junto a Oleh Serbin con 400.44 puntos en la categoría de clavados sincronizados de plataforma de 10 metros. En los clavados individuales de plataforma de 10 metros quedó en sexto lugar con 461.70 puntos.

## Palmarés internacional
| Campeonato Mundial | Campeonato Mundial | Campeonato Mundial | Campeonato Mundial           | Campeonato Mundial |
| Año                | Lugar              | Medalla            | Prueba                       | Ref.               |
| ------------------ | ------------------ | ------------------ | ---------------------------- | ------------------ |
| 2022               | Budapest (Hungría) | Medalla de plata   | Plataforma 10 m sincro mixto |                    |
| 2023               | Fukuoka (Japón)    | Medalla de plata   | Plataforma 10 m sincro       |                    |
| Juegos Europeos    |                    |                    |                              |                    |
| Año                | Lugar              | Medalla            | Prueba                       |                    |
| 2023               | Rzeszów (Polonia)  | Medalla de oro     | Plataforma 10 m sincro       | [ 14 ]             |
| 2023               | Rzeszów (Polonia)  | Medalla de oro     | Equipo mixto                 | [ 14 ]             |
| Campeonato Europeo |                    |                    |                              |                    |
| Año                | Lugar              | Medalla            | Prueba                       |                    |
| 2019               | Kiev (Ucrania)     | Medalla de oro     | Plataforma 10 m              | [ 15 ]             |
| 2019               | Kiev (Ucrania)     | Medalla de plata   | Plataforma 10 m sincro       | [ 16 ]             |
| 2021               | Budapest (Hungría) | Medalla de oro     | Plataforma 10 m sincro       | [ 17 ]             |
| 2022               | Roma (Italia)      | Medalla de oro     | Plataforma 10 m              | [ 18 ]             |
| 2022               | Roma (Italia)      | Medalla de plata   | Plataforma 10 m sincro       | [ 18 ]             |
| 2022               | Roma (Italia)      | Medalla de plata   | Plataforma 10 m sincro mixto | [ 18 ]             |